# Okręg wyborczy Wirral West
Okręg wyborczy Wirral West powstał w 1983 r. i wysyła do brytyjskiej Izby Gmin jednego deputowanego. Okręg obejmuje część okręgu miejskiego Wirral

## Deputowani do brytyjskiej Izby Gmin z okręgu Wirral West
- 1983–1997: David Hunt, Partia Konserwatywna
- 1997–2010: Stephen Hesford(inne języki), Partia Pracy
- 2010–2015: Esther McVey(inne języki), Partia Konserwatywna
- 2015–2024: Margaret Greenwood, Partia Pracy
- 2024–    : Matthew Patrick(inne języki), Partia Pracy

## Źródła
- Wirral West (1983–1997)
- Wirral West (1997–2010)
- Wirral West (2010–2024)
- Wirral West (2024–)